# Thomas Robinson, 2. Baron Grantham

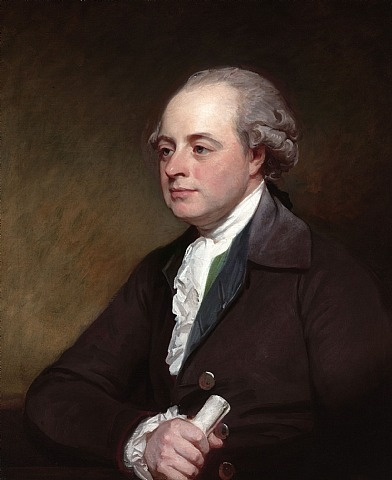
Thomas Robinson, 2. Baron Grantham

Thomas Robinson, 2. Baron Grantham PC (* 30. November 1738 in Wien; † 20. Juli 1786 in Grantham House, Putney Heath, Surrey) war ein britischer Adliger und Politiker.

## Leben
Robinson war ein Sohn des britischen Botschafters in Wien Thomas Robinson, 1. Baron Grantham, und dessen Gattin Frances Worsley.
Robinson besuchte zunächst die Westminster School und studierte dann am Christ’s College der University of Cambridge, wo er 1757 seinen Abschluss machte. Er gehörte seit 1761 für neun Jahre als Abgeordneter für das Borough Christchurch in Dorset dem House of Commons an. Am 13. Februar 1770 wurde er zum stellvertretenden Kammerherrn des königlichen Haushalts (Vice-Chamberlain of the Household) befördert und am 26. desselben Monats als Mitglied des Kronrates (Privy Council) vereidigt. Beim Tod seines Vaters erbte er 1770 dessen Adelstitel als Baron Grantham, stieg dadurch ins House of Lords auf und schied aus dem House of Commons aus. Er war von 1771 bis 1779 britischer Botschafter in Spanien, 1780–1782 Präsident des Board of Trade und von Juli 1782 bis April 1783 britischer Außenminister unter Premierminister William Petty, 2. Earl of Shelburne.

## Ehe und Nachkommen
Er heiratete 1780 Lady Mary Jemima Grey Yorke (1757–1830), zweite Tochter des Philip Yorke, 2. Earl of Hardwicke und der Jemima Yorke, 2. Marchioness Grey, mit der er drei Söhne hatte:
- Thomas Philip Robinson, 2. Earl de Grey, 3. Baron Grantham (1781–1859);
- Frederick Robinson, 1. Earl of Ripon (1782–1859);
- Hon. Philip Robinson (1783–1794).